# Ramón Unzaga
Ramón Ignacio Unzaga Asla (Deusto, 18 luglio 1892 – Cabrero, 31 agosto 1923) è stato un calciatore spagnolo naturalizzato cileno, di ruolo mediano.

## Biografia
Ramón Unzaga nacque a Deusto il 18 luglio 1892, si trasferì a Talcahuano in Cile a 12 anni con la famiglia. Studiò poi contabilità, diplomandosi al Colegio de los Padres Escolapios a Yumbel, e iniziò a lavorare negli uffici della miniera Schwager, proprio come contabile. A 18 anni ottenne la nazionalità cilena.
Giocò nell'Estrella del Mar di Talcahuano, e nel 1916 prese parte al Campeonato Sudamericano de Football, prima edizione della Copa América di calcio. Con la maglia del Cile disputò tutte le 3 partite della manifestazione, classificandosi al 4º posto.
Ramón Unzaga è ritenuto il calciatore che per primo eseguì la rovesciata: accadde nel gennaio 1914 allo stadio "El Morro", situato nei pressi del porto di Talcahuano. Questo gesto tecnico divenne noto a livello internazionale nel 1920, anno in cui Unzaga lo eseguì durante il Campeonato Sudamericano de Football 1920: in quell'occasione la stampa argentina diede alla rovesciata il soprannome "cilena", proprio in omaggio a Unzaga.
Fu capitano del Cile, con cui giocò dal 1916 al 1920, disputando complessivamente 6 partite di Campeonato Sudamericano e 3 amichevoli; mise a segno un gol nella partita contro la Federación Platense nel 1916.
Unzaga morì prematuramente a 29 anni, a causa di un infarto.

## Curiosità
È considerato l'inventore della rovesciata, che proprio in suo onore è detta anche "cilena".